# Bileća
Bileća (srbsko Билећа) je naselje in središče istoimenske občine v Republiki srbski, Bosna in Hercegovina. 

## Deli naselja
Bileća, Grabovice, Kula, Medakovina, Naselje kod stare džamije, Plužine, Selišta in Zlatište. 

## Prebivalstvo

### Občina Bileća
| Pregled števila prebivalcev po letih | Pregled števila prebivalcev po letih | Pregled števila prebivalcev po letih | Pregled števila prebivalcev po letih | Pregled števila prebivalcev po letih | Pregled števila prebivalcev po letih | Pregled števila prebivalcev po letih | Pregled števila prebivalcev po letih | Pregled števila prebivalcev po letih | Pregled števila prebivalcev po letih | Pregled števila prebivalcev po letih | Pregled števila prebivalcev po letih |
| ------------------------------------ | ------------------------------------ | ------------------------------------ | ------------------------------------ | ------------------------------------ | ------------------------------------ | ------------------------------------ | ------------------------------------ | ------------------------------------ | ------------------------------------ | ------------------------------------ | ------------------------------------ |
| 1879                                 | 1885                                 | 1895                                 | 1910                                 | 1921                                 | 1931                                 | 1948                                 | 1953                                 | 1961                                 | 1971                                 | 1981                                 | 1991                                 |
| -                                    | -                                    | -                                    | -                                    | -                                    | -                                    | -                                    | -                                    | -                                    | 13.444                               | 13.199                               | 13.284                               |

| Narodna sestava prebivalstva po letih | Narodna sestava prebivalstva po letih | Narodna sestava prebivalstva po letih |
| --- | --- | --- |
| 1971 | 1981 | 1991 |
| . skupaj: 13.444 Srbi 10.880 (80,92 %) Muslimani 2.079 (15,46 %) Hrvati 82 (0,60 %) Jugoslovani 69 (0,51 %) drugi in neznano 334 (2,48 %) | . skupaj: 13.199 Srbi 10.190 (77,20 %) Muslimani 1.803 (13,66 %) Hrvati 44 (0,33 %) Jugoslovani 727 (5,50 %) drugi in neznano 435 (3,29 %) | . skupaj: 13.284 Srbi 10.628 (80,00 %) Muslimani 1.947 (14,65 %) Hrvati 39 (0,29 %) Jugoslovani 222 (1,67 %) drugi in neznano 448 (3,37 %) |

### Bileća (naselje)
| Pregled števila prebivalcev po letih | Pregled števila prebivalcev po letih | Pregled števila prebivalcev po letih | Pregled števila prebivalcev po letih | Pregled števila prebivalcev po letih | Pregled števila prebivalcev po letih | Pregled števila prebivalcev po letih | Pregled števila prebivalcev po letih | Pregled števila prebivalcev po letih | Pregled števila prebivalcev po letih | Pregled števila prebivalcev po letih | Pregled števila prebivalcev po letih |
| ------------------------------------ | ------------------------------------ | ------------------------------------ | ------------------------------------ | ------------------------------------ | ------------------------------------ | ------------------------------------ | ------------------------------------ | ------------------------------------ | ------------------------------------ | ------------------------------------ | ------------------------------------ |
| 1879                                 | 1885                                 | 1895                                 | 1910                                 | 1921                                 | 1931                                 | 1948                                 | 1953                                 | 1961                                 | 1971                                 | 1981                                 | 1991                                 |
| -                                    | -                                    | -                                    | -                                    | -                                    | -                                    | -                                    | -                                    | -                                    | 4.033                                | 5.763                                | 7.568                                |

| Narodna sestava prebivalstva po letih                                                                                                 | Narodna sestava prebivalstva po letih                                                                                                   | Narodna sestava prebivalstva po letih |
| --- | --- | --- |
| 1971 | 1981 | 1991 |
| . skupaj: 4.033 Srbi 2.810 (69,67 %) Muslimani 828 (20,53 %) Hrvati 82 (2,03 %) Jugoslovani 64 (1,58 %) drugi in neznano 249 (6,17 %) | . skupaj: 5.763 Srbi 3.882 (67,36 %) Muslimani 841 (14,59 %) Hrvati 42 (0,72 %) Jugoslovani 651 (11,29 %) drugi in neznano 347 (6,02 %) | . skupaj: 7.568 Srbi 5.619 (74,24 %) Muslimani 1.290 (17,04 %) Hrvati 39 (0,51 %) Jugoslovani 209 (2,76 %) drugi in neznano 411 (5,43 %) |